# Mustius inversus
Mustius inversus är en insektsart som beskrevs av Brunner von Wattenwyl 1895. Mustius inversus ingår i släktet Mustius och familjen vårtbitare. Inga underarter finns listade i Catalogue of Life.